# Lockheed Martin C-130J Super Hercules
C-130J Super Hercules je taktický turbovrtulový transportní letoun, který u amerického letectva nahradil starší C-130E a později našel uplatnění i v letectvech mnoha jiných zemí. Super Hercules byl vyvinut americkou společností Lockheed Martin a je to jediný model z rodiny C-130, který je v současnosti ve výrobě. Letadlo je určeno k přepravě personálu, vybavení a lehkých vojenských vozidel.

## Konstrukce
C-130J je hornoplošník s rozpětím křídel 40,41 m. Délka trupu je 29,79 m, v případě prodloužené verze (C-130J-30) je to až 34,69 m. Letadlo unese 92 vojáků s výstrojí, 64 výsadkářů, 74 nosítek s pacienty, 6 palet nákladu nebo 2 vozidla HMMWV. Užitečné zatížení verze C-130J-30 je 128 vojáků s výstrojí, 92 výsadkářů, 97 nosítek s pacienty, 8 palet nákladu a 3 vozidla HMMWV.
Letadlo C-130J je poháněné čtyřmi turbovrtulovými motory Rolls-Royce AE 2100D3 o výkonu 3505 kW. Šestilisté vrtule od společnosti Dowty Propellers jsou vyrobeny z kompozitních materiálů. Vrtule Dowty Propellers v sobě kombinují vysokou spolehlivost, nízkou hlučnost a umožňují stroji dosáhnout lepší letové výkony. Produkty této společnosti využívá i Alenia Aeronautica ve svých letadlech C-27J Spartan.
Ve srovnání se svým předchůdcem C-130 má Super Hercules o 40% větší stoupavost a o 16% vyšší dostup. Předchozí verze C-130 převyšuje i v maximálním doletu (3 332 km), vyšší cestovní rychlostí a schopností vzlétnout z kratší vzletové dráhy.
Tříčlennou posádku C-130J tvoří dva piloti a inženýr odpovědný za náklad letadla. Náklad se do letadla vkládá a vykládá přes velkou zadní sklopnou rampu.

## Varianty
- C-130J - počáteční výrobní série
- C-130J-30 - verze s prodlouženým trupem o 4,9 m
- CC-130J - kanadské označení pro C-130J-30. Celkově 17 těchto strojů bylo Kanadě dodaných v letech 2010 až 2012.[4]
- Hercules C4 - označení C-130J-30, sloužících v Royal Air Force
- Hercules C5 - označení C-130J, sloužících v Royal Air Force[5]
- LM-100J Super Hercules - demilitarizovaná varianta určená pro civilní zákazníky, s jejímž uvedením na trh se počítá v druhém čtvrtletí roku 2018.[6] Od vojenského provedení se liší zejména mírně změněným prosklením kokpitu, použitou avionikou a radiostanicemi kompatibilními s požadavky civilního letového provozu, meteorologickým radarem Honeywell RDR-4000 namísto původního APS-241, uspořádáním a povrchovou úpravou nákladového prostoru a upraveným palivovým systémem.

## Uživatelé

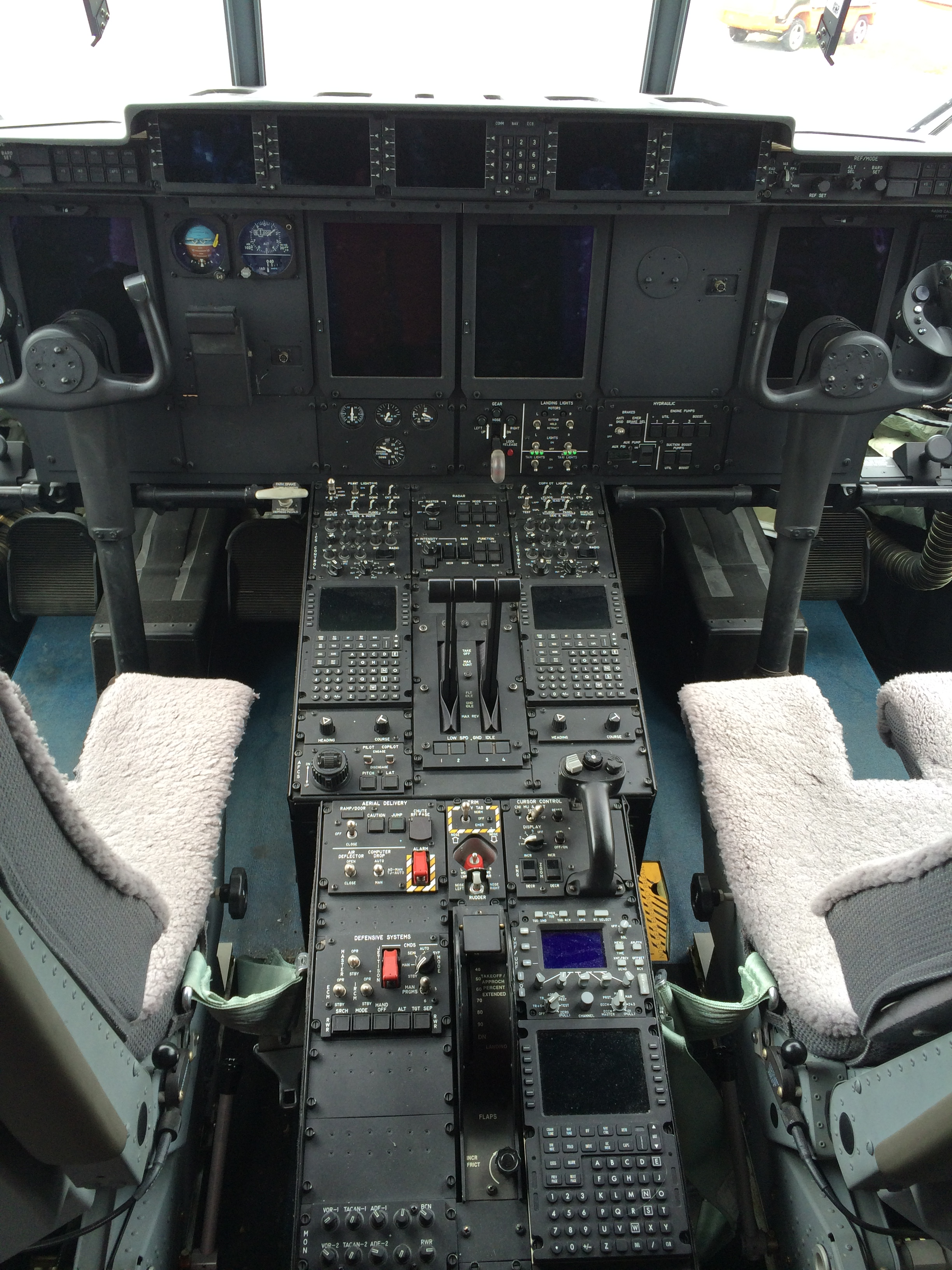
Kokpit letadla CC-130J

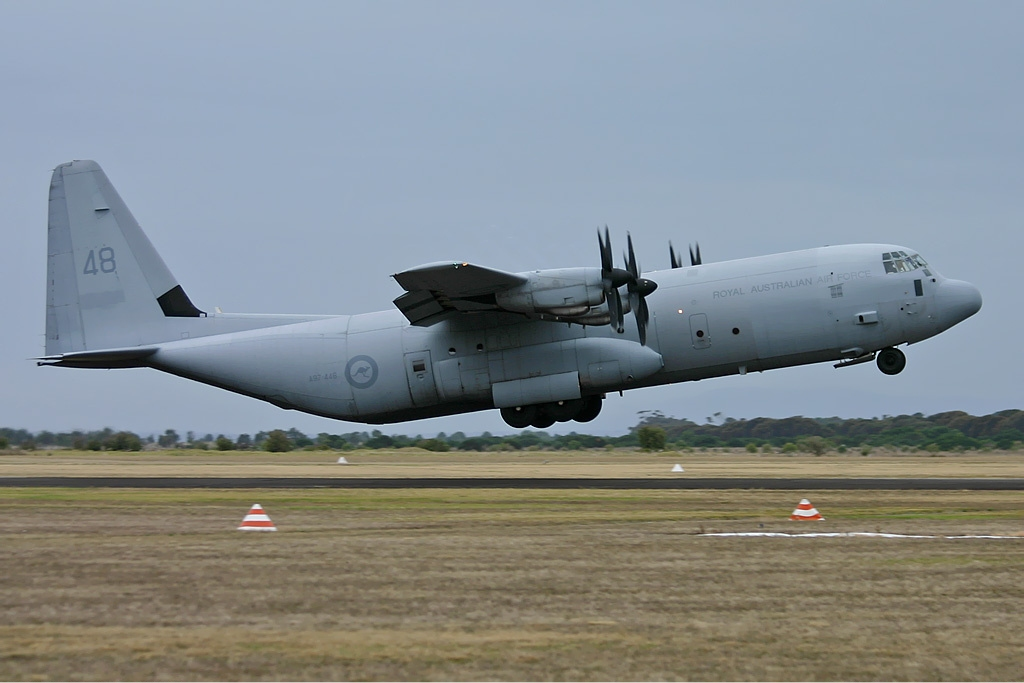
C-130J-30 Royal Australian Air Force

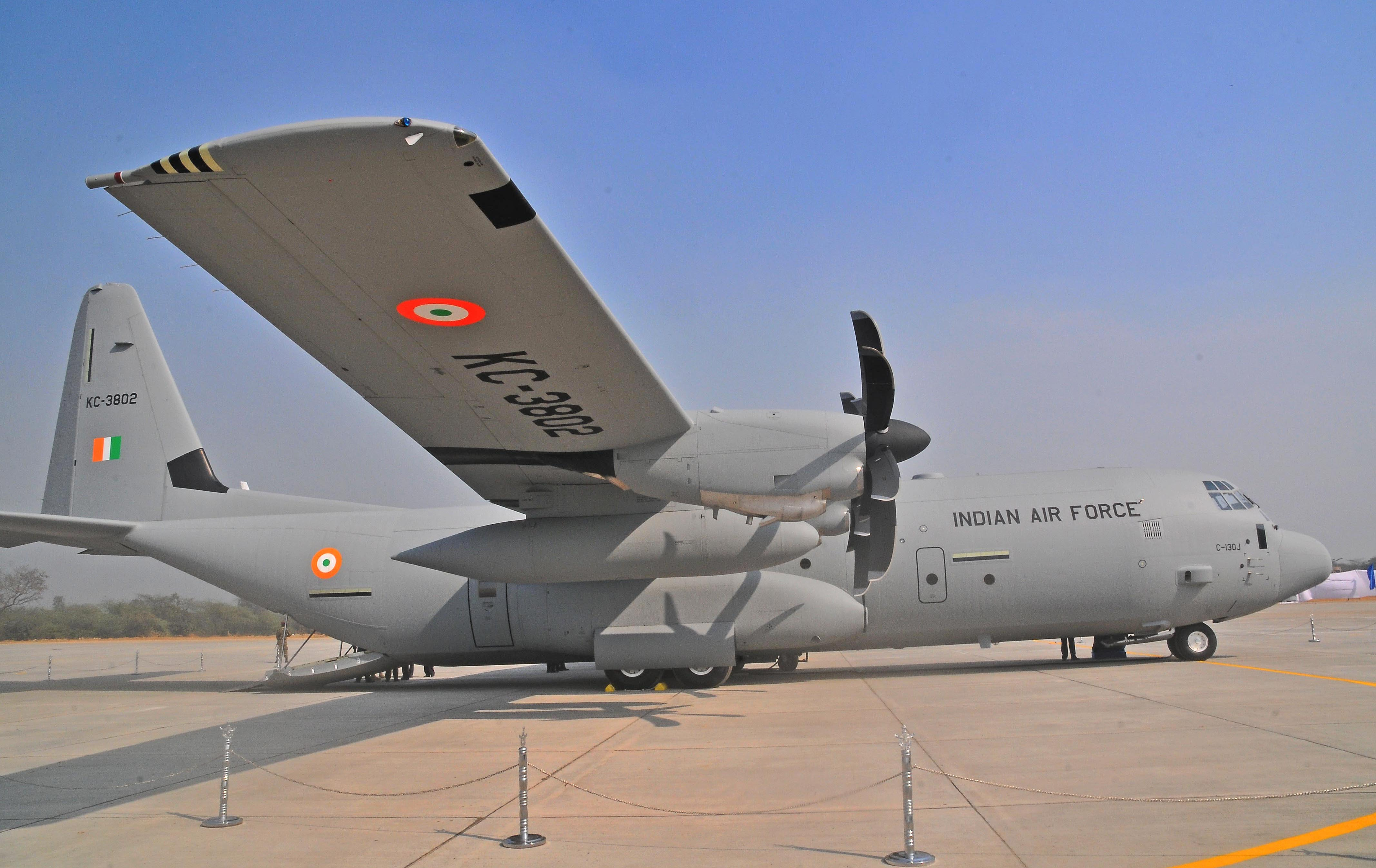
C-130J Indických vzdušných sil

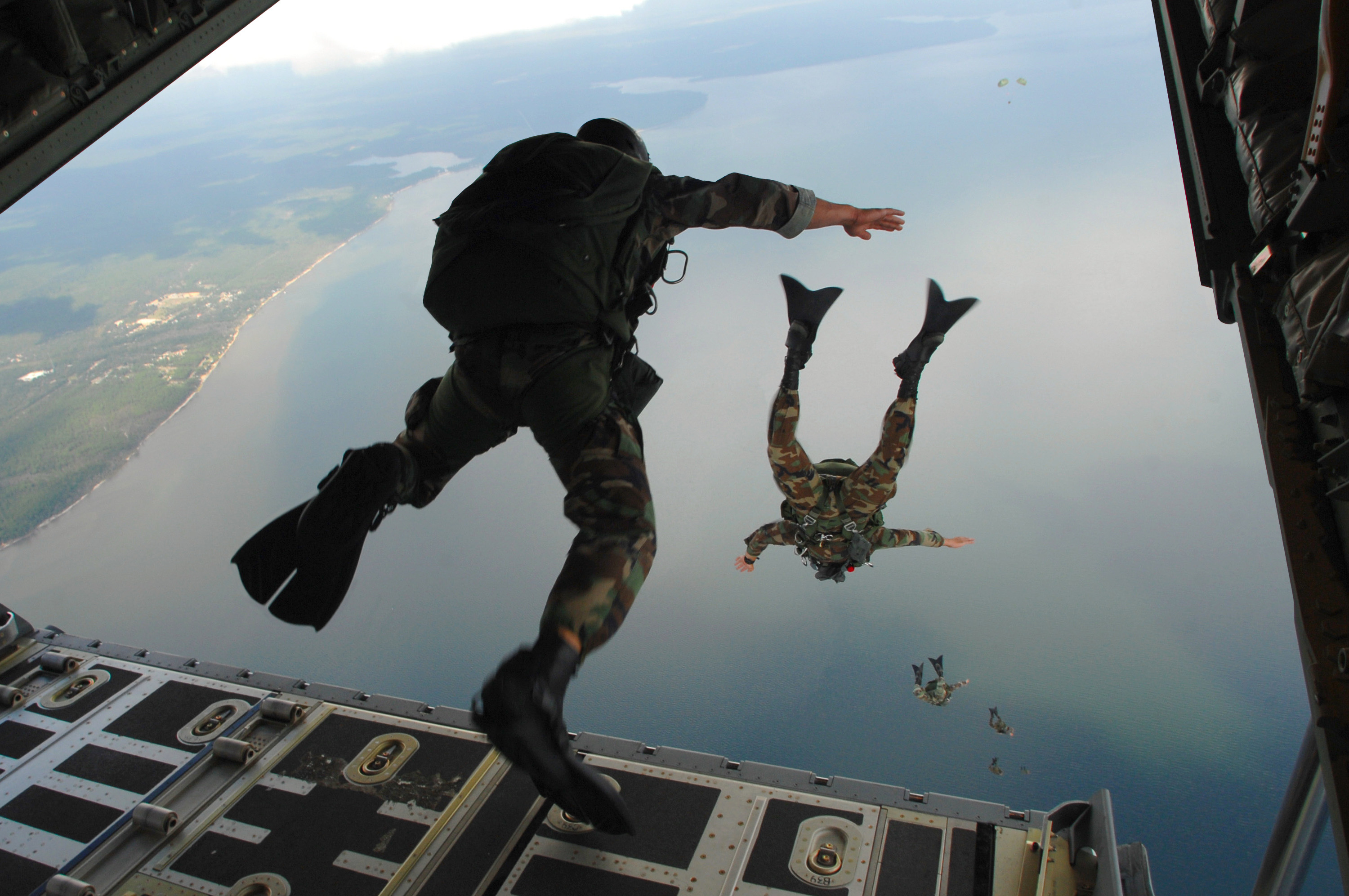
Výsadek speciální taktické jednotky z C-130J

Alžírsko
Alžírské letectvo: v lednu 2022 obdrželo první ze čtyř objednaných letounů 
 Austrálie
Royal Australian Air Force: k prosinci 2015 disponovaly 12 letadly C-130J-30
 Bahrajn
Bahrajnské královské letectvo: 2 kusy
 Dánsko
Dánské královské letectvo: k prosinci 2015 disponovaly 4 letadly C-130J-30
 Egypt
Egyptské vojenské letectvo: má objednané 2 C-130J, které budou doručeny do roku 2019
 Francie
Francouzské letectvo: objednalo 2 C-130J a 2 KC-130J. První C-130J převzalo v prosinci 2017, a dodávka druhého kusu je očekávána později v průběhu roku. Předání KC-130J je předpokládáno na rok 2019.
 Indie
Indické letectvo: k prosinci 2015 disponovalo 5 letadly C-130J-30
 Irák
Irácké letectvo: k prosinci 2015 disponovalo 6 letadly C-130J-30
 Itálie
Italské letectvo: k prosinci 2015 disponovalo 16 letadly C-130J
 Izrael
Izraelské letectvo: k prosinci 2015 disponovalo 2 letadly C-130J-30
 Kanada
Royal Canadian Air Force: k prosinci 2015 disponovalo 17 letadly C-130J-30
 Katar
Katarské letectvo: k prosinci 2015 disponovalo 4 letadly C-130J-30
 Jižní Korea
Letectvo Korejské republiky: k prosinci 2015 disponovalo 4 letadly C-130J-30
 Libye
Libyjské letectvo: má objednané 2 letadla C-130J-30
 Německo
Luftwaffe: objednávka na 3 C-130J-30 a 3 KC-130J, které bude provozovat ve spolupráci s letectvem Francie v rámci připravované společné jednotky
 Norsko
Norské královské letectvo: k prosinci 2015 disponovalo 4 letadly C-130J-30
 Omán
Královské vzdušné síly Ománu: k prosinci 2015 disponovalo 3 letadly C-130J-30
 Saúdská Arábie
Saúdské královské letectvo: má objednáno 20 letadel C-130J
 Spojené království
Royal Air Force: k prosinci 2015 disponovalo 10 stroji C-130J a 14 letadly C-130J-30
 Tunisko
Tuniské letectvo: k prosinci 2015 disponovalo 2 letadly C-130J-30
 USA
United States Air Force: k prosinci 2015 disponovalo 104 letadly C-130J
United States Marine Corps: k prosinci 2015 disponovala 48 letadly C-130J

## Specifikace

### Technické údaje
- Posádka: 3
- Kapacita:
  - 92 vojáků
  - 64 výsadkářů
  - 6 palet
  - 74 nosítek s pacienty
  - 2-3 vozidla HMMWV
- Délka:
  - 29,79 m (C-130J)
  - 34.69 m (C-130J-30)
- Rozpětí: 40 41 m
- Výška: 11,84 m[12]
- Plocha křídel: 162,1 m²
- Hmotnost prázdného letounu: 34 270 kg
- Užitečné zatížení: 19 050 kg
- Maximální vzletová hmotnost: 74 389 kg
- Pohonná jednotka: 4 × turbovrtulový motor Rolls-Royce AE 2100D3 s výkonem 3505 kW

### Výkony
- Maximální rychlost: 671 km/h (0,59 M) ve výšce 6 706 m[13]
- Dostup: max. 13 000 m, 8 615 m s nákladem 19 050kg[14]
- Dolet: 3332 km při maximálním zatížení